# Wiktor Diemjanienko (judoka)
Wiktor Diemjanienko (kaz. Виктор Демьяненко, trl. Viktor Deḿânenko; ur. 11 czerwca 1991) – kazachski judoka.
Uczestnik mistrzostw świata w 2018. Startował w Pucharze Świata w 2011, 2012, 2017 i 2019. Zajął siódme miejsce na igrzyskach azjatyckich w 2018. Brązowy medalista mistrzostwach Azji w 2012. Trzeci na MŚ juniorów w 2010 roku.